# Egon Engström
Birger Egon Engström, född 15 maj 1936 i Stockholm, död 25 april 1998 i Varekil i Orusts kommun, var en svensk skådespelare.

## Filmografi
- 1958 – Jazzgossen - kontorsvaktmästaren med skylten AB Anker Film
- 1960 – På en bänk i en park - biltjuv
- 1966 – Adamsson i Sverige - officer

## Teater

### Roller (ej komplett)
| År   | Roll | Produktion                  | Regi              | Teater         |
| ---- | ---- | --------------------------- | ----------------- | -------------- |
| 1963 |      | Min kära är en ros Bo Sköld | Sten Hedlund      | Riksteatern    |
| 1971 |      | Fänrik Duva P.C. Jersild    | Morgan Gustafsson | Atelierteatern |

### Fotnoter
1. ↑   Svensk Filmdatabas - Egon Engström
2. ↑  ”Rosen reser igen”. Dagens Nyheter:  s. 10. 21 september 1963. https://arkivet.dn.se/tidning/1963-09-21/257/10. Läst 10 juni 2018.
3. ↑  ”Nytt om nöjen”. Dagens Nyheter:  s. 20. 25 februari 1971. https://arkivet.dn.se/tidning/1971-02-25/54/20. Läst 14 januari 2022.